# 1833 в Україні

## Події
- Руська трійця

## Особи

### Народились
- 6 січня, Навроцький Григорій Миколайович (1833—1907) — державний і громадський діяч, меценат, благодійник, почесний громадянин міста Ромни.
- 15 січня, Леонтович Федір Іванович (1833—1911) — історик права, професор історії російського права Імператорського Новоросійського університету, ректор Імператорського Новоросійського університету (1869—1877), професор історії Варшавського університету (1892—1902); доктор історії права.
- 22 січня, Гладинюк Григорій Пантелеймонович (1833—1911) — київський купець 1-ї гільдії, підприємець та доброчинець.
- 7 лютого, Залозецький Василь Дмитрович (1833—1915) — священик, український письменник, культурний діяч, знавець етнографії.
- 24 лютого, Чекановський Олександр Лаврентійович (1833—1876) — український мандрівник та геолог.
- 5 березня, Щелков Іван Петрович (1833—1909) — фізіолог, ординарний професор, рктор Харківського та Варшавського університетів.
- 26 березня, Кістяківський Олександр Федорович (1833—1885) — український вчений-криміналіст та історик права.
- 12 квітня, Мечислав Романовський (1833—1863) — польський поет епохи романтизму.
- 30 квітня, Барвінський Іван Григорович (1833—1900) — український священик (УГКЦ), культурно-громадський діяч.
- 24 червня, Величко Філадельф Кирилович (1833—1898) — російський військовик, генерал від інфантерії, член Військової ради.
- 27 червня, Заремба Владислав Іванович (1833—1902) — український композитор, піаніст і педагог.
- 24 липня, Перемежко Петро Іванович (1833—1894) — український гістолог, професор і завідувач кафедри гістології Київського університету Святого Володимира. Зробив відкриття мітозу (незалежно від В. Флеммінга і В. Шляйхера.
- 3 серпня, Огоновський Омелян Михайлович (1833—1894) — український учений-філолог і громадський діяч. Доктор філософії, член-кореспондент Польської академії знань.
- 13 жовтня, Арендт Микола Андрійович (1833—1893) — лікар, громадський діяч, учений-першопроходець вітчизняного повітроплавання, теоретик, основоположник ширяючого і планованого польоту, винахідник безмоторного апарату, доктор медицини.
- 15 жовтня, Литвинова Пелагея Яківна (1833—1904) — українська етнограф, фольклорист.
- 22 грудня, Марко Вовчок (1833—1907) — українська та російська письменниця і перекладачка.
- Бачинський Омелян Васильович (1833—1907) — український актор, режисер і антрепренер. Засновник і перший директор театру товариства «Руська бесіда» у Львові.
- Білозерський Микола Михайлович (1833—1896) — український фольклорист і етнограф.
- Гінцбург Горацій Осипович (1833—1909) — фінансист, барон.
- Товт Миколай (1833—1882) — український церковний діяч на Закарпатті та у Словаччині, греко-католицький єпископ.
- Цехановецький Григорій Матвійович (1833—1889) — російський і український економіст, професор. Був проректором Київського університету і ректором Харківського університету.

### Померли
- 1 січня, Меленський Андрій Іванович (1766—1833) — перший головний архітектор Києва (з червня 1799 по березень 1829).
- 16 червня, Казарський Олександр Іванович (1798—1833) — російський військовий моряк, герой російсько-турецької війни 1828—1829 років, капітан I рангу.
- 13 листопада, Теодор Лаврецький (1755—1833) — греко-католицький священик, перший парох Чернівців і перший декан Буковинського деканату.

## Засновані, створені
- Чорноморське морське пароплавство
- Ялтинський морський торговельний порт
- Імператорський університет Святого Володимира
- Київська військово-фельдшерська школа
- Клінічний санаторій імені Пирогова
- Кам'янець-Подільська чоловіча гімназія
- Перша житомирська гімназія
- Спеціалізована школа І-ІІІ ступенів № 1 (Кам'янець-Подільський)
- Архангело-Михайлівська церква (Глобине)
- Свято-Миколаївська церква (старообрядська)
- Церква Воздвиження Чесного Хреста Господнього (Нараїв)
- Церква Преображення Господнього (Рожнів)
- Гармащина
- Михайлівка (Скадовський район)
- Ставки (Веселинівський район)
- Якимівка (смт)

## Видання, твори
- Конотопська відьма
- Ніс (повість)
- Утренняя звезда
- Портрет П. В. Енгельгардта
- Син Русі
- Салдацький патрет (оповідання)